# Salix nuristanica
Salix nuristanica — вид квіткових рослин із родини вербових (Salicaceae).

## Морфологічна характеристика
Це низький кущ, 1 метр заввишки. Молоді гілки бурі, вкриті брудно-білими шерстистими волосками; старі гілки чорні, голі. Листки широко-яйцеподібні, голі з адаксіального боку (верх), ворсинчасті абаксіально, край залозисто-пилчастий, загострений; листкова ніжка 1 мм завдовжки, ворсинчаста. Квітки з'являються після листя. Жіноча сережка ≈ 1 см завдовжки; вісь рясно ворсинчаста. Коробочка ≈ 2–2.5 мм завдовжки, гола.

## Середовище проживання
Афганістан, Пакистан.